# 황진 (1550년)
황진(黃進, 1550년~1593년)은 조선 중기의 무신이다. 본관은 장수, 자는 명보(明甫), 시호는 무민(武愍)이다.
고조부는 황희(喜)이고, 증조부는 지중추부사 황사효(黃事孝), 할아버지는 부사직 황개(黃塏), 아버지는 증 좌의정 황윤공(黃允恭)이며, 어머니는 남양 방씨(房氏)로 봉사 방응성(房應星)의 딸이다. 황윤길은 황진의 5촌 당숙이다.

## 개요
1550년 황희의 5대손이자 황윤공의 아들로 지금의 남원군 주생면 영천에서 태어났다. 1570년 초시(初試)에 합격하였고 이후 1576년 선조 9년 27세에 무과(武科)에 급제해 선전관에 임명돼 함경도에서 6년을 근무했다. 거산도찰방과 안원권관을 위시해 하위 관직을 거쳐 선전관이 됐다. 1583년 여진족 3만 여 명이 함경도 북부를 침입한 ‘이탕개(泥湯介)의 난’에도 참전해 공을 세웠다.

### 조선통신사
1590년 당숙인 황윤길(黃允吉) 일행을 따라 조선통신사로 일본에 다녀온 후 제용감 주부를 거쳐 1591년 동복현감이 되었고, 왜란의 기미를 감지하고 공무가 끝나면 말타기와 활쏘기를 부지런히 익혔다.
1592년 6월 왜군이 전라도와 충청도를 침범하자 전라도순찰사 이광(李光)이 권율을 도절제사로 삼고 영남과 호남의 경계에 나아가 수비했다. 황진도 이광의 휘하에서 전투에 참가해 왜군의 침입을 방비했다.

### 웅치전투
용인의 전투에서 패해 남하하던 중, 진안에 침입한 왜군의 선봉장을 사살하고 이어 웅치를 넘어 안덕원(安德院)에 침입한 고바야카와 다카카게의 왜군 제6번대 
병력을 격퇴했다.

### 이치 전투

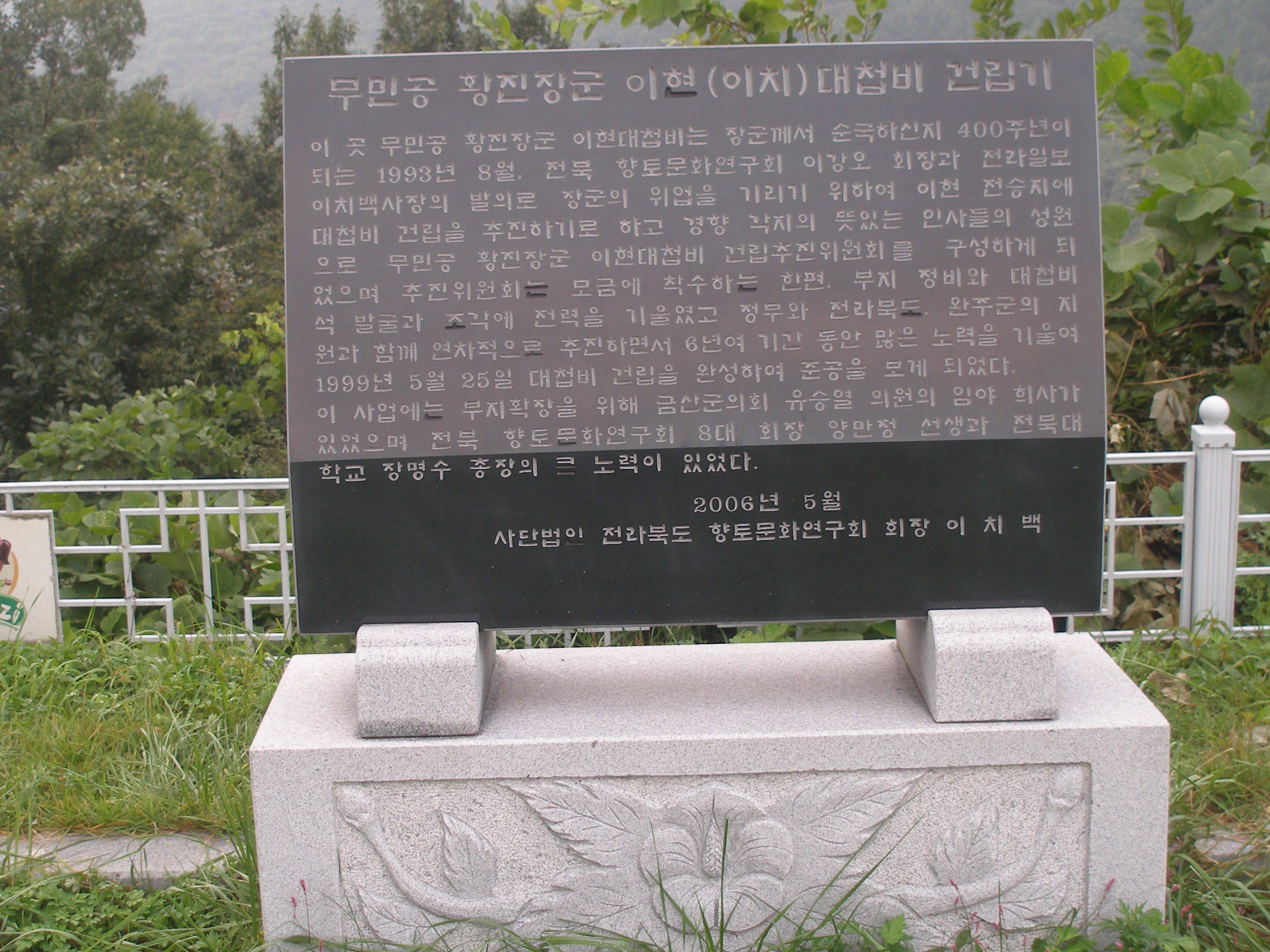
대둔산 휴게소에 세워진 이치대첩비

7월 훈련원 판관(종5품)으로 이치전투(梨峙戰鬪)에 참가해 왜군을 격퇴했다. 왜군의 대병이 이치를 침범하자 권율이 황진을 독려해 동복현의 군사를 거느리고 이치를 점거해 총탄에 맞아 부상하기까지 하면서 대승했다. 당시 왜군이 조선의 3대 전투를 일컬을 때 이치(梨峙)의 전투를 첫째로 쳤다. 이 전투로 황진은 나주판관 이복남과 함께 이름을 떨치게 되었고, 이 공으로 황진은 익산군수(종4품)와 충청도 조방장을 겸했다.
1593년 2월 전라병사 선거이(宣居怡)를 따라 수원에서 왜군과 싸웠고 3월에는 충청도 병마절도사가 되어(6개월만에 종5품에서 종2품에 오름) 진(陣)을 안성에 옮기고서 군대를 훈련시켰고 죽산성의 왜군과 대치 중 왜군이 안산성을 함락하고자 죽산성을 나와 안성에 진군하자 맞서 싸우면서 죽산성을 점령했고 퇴각하는 왜군을 상주까지 추격해 대파했다.

### 제2차 진주성 공방전
1593년 6월 왜군 10만이 진주를 공략하자 김천일(金千鎰), 경상도병마절도사 최경회(崔慶會) 등과 진주성에 들어가 제2차 진주성 전투를 벌이다가 9일간의 항쟁 끝에 전사한다.

## 인간 관계
그는 최경회(崔慶會) 의병장과 1562년 유교 성리학 수학 시절 사형제(師兄弟) 관계를 맺었는데 이후 1593년 임진왜란 때 사형(師兄) 최경회 의병장과 함께 진주성 전투에서 함께 전사하였다.

## 사후
황진의 사후 좌찬성에 추증되고 진주의 창열사(彰烈祠), 남원의 민충사(愍忠祠)에 제향됐다. 시호는 무민(武愍)이다.

## 관련 문화재
- 장원군황성원부자영정 - 前 충청북도 유형문화재 제202호

## 같이 보기
- 제2차 진주성 전투
- 창열사